# Skalka (Vysoké Tatry)
Skalka je přírodní rezervace v oblasti TANAP
Rezervace se nachází v katastrálním území města Vysoké Tatry v okrese Poprad v Prešovském kraji. Území bylo vyhlášeno či novelizováno v roce 1991 a 1999 na rozloze 36,15 ha. Ochranné pásmo nebylo stanoveno.